# Анджей Піліп'юк
Анджей Піліп'юк (Андрій Пилип'юк; пол. Andrzej Pilipiuk); нар. 20 березня 1974 — польський письменник-фантаст та журналіст польсько-українського походження. За освітою археолог.

## Життєпис
Родина Пилип'юків по батьківській лінії походить з гміни Войславичі, що неподалік кордону з Україною. Юні роки автор провів у Варшаві (дільниця «Прага»). Нині проживає з родиною у Кракові, одружений, має двоє дітей.
Письменником вирішив стати в підлітковому віці. Створив у польській фантастиці нішу так званої соціально-побутової сатири. Як стверджує сам письменник, на його творчість мали вплив такі автори, як: Жуль Верн, Олександр Грін та Кір Буличов.
Анджей Піліп'юк дебютував у 1996 році на шпальтах польського журналу Science Fiction (Наукова Фантастика) оповіданнями про невмирущого діда самогонника і екзорциста Якуба Вендровича, відкриваючи цим цикл сатирично-містичних пригод про одвічну боротьбу добра зі злом, усякою нечистю, сухим законом та комуністами.
З того часу автор видав 30 книг, середнім тиражем по 35 000, які принесли йому славу і визнання читачів у Польщі та за кордоном.
В Україні вийшов перший том «Хроніки Якуба Вендровича [Архівовано 7 березня 2016 у Wayback Machine.]» у видавництві братів Капранових «Зелений Пес» (2013).
Також автор відомий як публіцист на тему україно-польських стосунків XVII та ХХ століть.
Прихильник філософії Польського Прометеїзму.
Після незаконної анексії Кримського півострову Росією в 2014 році заборонив перекладати свої книги російською мовою - до тих пір, поки Крим не буде повернуто Україні.

## Нагороди
- 12-разовий номінант на найпрестижнішу нагороду у галузі польської фантастики ім. Януша Зайдла. Отримав її в 2002 році за оповідання «Кузини»;
- автор бестселера мережі книжкових гіпермаркетів «Empik» — 2009 за «Homo Bimbrownikus»;
- «Nautilius» — 2004 за оповідання «Вечірні дзвони»;
- «Nautilius»-2009 за оповідання «Різник дерев» в плебісциті читачів «Science Fiction»;
- «Nautilius» — 2010 за оповідання «Лазарет»;
- «Nautilius» — 2010 за повість «Око Оленя: Тріумф Лиса Реініцкє»;

В 2008 отримав медаль «За заслуги для гміни Войславичі».
Також Піліп'юк є володарем кількох десятків локальних нагород від фан-клубів.

## Твори
- Цикл «Хроніки Якуба Вендровича». Цикл складається з 11 томів, зібравши у собі 90 оповідань та 3 мікроповісті, пов'язаних з образом головного героя — Якуба Вендровича (Мандрівника), загальною кількістю 2 400 сторінок.
- Цикл про вампірів
- Цикл про сестер Крушевських
- Цикл «Око оленя»
- 8 збірок оповідань
- Твори для молоді
- Цикл «Пан самоходик і…»

## Статті автора
- Анджей Піліп'юк: «Я не соромлюсь своїх українських коренів»  [Архівовано 8 березня 2016 у Wayback Machine.]
- Анджей Піліп'юк про Форум видавців  [Архівовано 8 березня 2016 у Wayback Machine.]
- Погляд Польщі на Україну, або «Без комплексів, Браття!» (1 частина)  [Архівовано 8 березня 2016 у Wayback Machine.]
- Погляд Польщі на Україну, або «Без комплексів, Браття!» (2 частина)  [Архівовано 8 березня 2016 у Wayback Machine.]